# 4954 Eric
A 4954 Eric (ideiglenes jelöléssel 1990 SQ) egy földközeli kisbolygó. Roman B. fedezte fel 1990. szeptember 23-án.